# Робінзон Крузо (фільм, 1947)
«Робінзон Крузо» — радянський чорно-білий художній фільм 1947 року режисера Олександра Андрієвського, екранізація однойменного роману англійського письменника Даніеля Дефо.

## Сюжет
Після корабельної аварії моряк Робінзон Крузо опиняється на безлюдному острові. Він єдиний, хто вижив — всі інші загинули. Спочатку його охоплює відчай, але життя триває, і йому не залишається нічого іншого, окрім як почати облаштовуватися на острові, на щастя частину речей з корабля, що сів на мілину неподалік від берега, вдалося врятувати. Попереду його чекають неймовірні пригоди і безліч випробувань.

## У ролях
- Павло Кадочников — Робінзон Крузо
- Юрій Любимов — П'ятниця
- Анатолій Сміранін — батько Робінзона
- Є. Санікідзе — мати Робінзона
- Віленіна Павленко — Ліззі, служниця в будинку Крузо

## Знімальна група
- Режисер — Олександр Андрієвський
- Сценаристи — Федір Кнорре, Олександр Андрієвський, Сергій Єрмолинський
- Оператори — Дмитро Суренський, Олександр Астаф'єв
- Композитор — Лев Шварц
- Художник — Георгій Турильов